# 15-й казачий кавалерийский корпус СС
XV казачий кавалерийский корпус СС (нем. XV. SS-Kosaken-Kavallerie-Korps) — казачье соединение, воевавшее на стороне гитлеровской Германии во время Второй мировой войны, создан 25 февраля 1945 на основе 1-й казачьей кавалерийской дивизии Гельмута фон Паннвица (нем. 1. Kosaken-Kavallerie-Division); 20 апреля 1945 года вошёл в состав вооружённых сил Комитета освобождения народов России, став XV казачьим кавалерийским корпусом ВС КОНР.

## Отношение руководства нацистской Германии к формированию казачьих частей
В отличие от иных проектов формирования национальных частей из бывших граждан СССР, Гитлер и его ближайшее окружение благосклонно смотрели на идею формирования казачьих частей, так как придерживались теории о том, что казаки являлись потомками готов, а значит, принадлежали не к славянской, а к нордической расе. К тому же в начале политической карьеры Гитлера его поддерживали некоторые казачьи лидеры.

## Формирование корпуса
Первое казачье подразделение из военнопленных было сформировано при поддержке командования группы армий «Центр» в конце 1941 года донским казаком И. Н. Кононовым, бывшим командиром Красной Армии.
В самом начале войны, 22 августа 1941 года большая группа военнослужащих 436-го стрелкового полка 155-й стрелковой дивизии включая её командира Кононова и заместителя командира полка по политической части комиссара Д. Панченко добровольно перешли линию фронта на участке, которым командовал генерал Шенкендорф и сдались немцам.Единственным условием, которое поставил перед немцами Кононов, было его участие в создании освободительной армии для свержения сталинского режима.
При содействии Шенкендорфа он приступил к организации сначала казачьего эскадрона, а затем и полка, который именовался вначале 120-м Донским казачьим полком. Набор в полк происходил в лагерях для военнопленных в Могилеве, Гомеле, Борисове, Невеле, Лепеле, Витебске, Смоленске и Орше. В частности, из лагеря в Могилеве было отобрано 500 человек, из них 400 казаков. Знаменосцем полка стал казак Белоградов, два брата и четыре сына которого были расстреляны чекистами. Сам он провёл 12 лет в сталинских лагерях.
По разным оценкам, численность нового полка Кононова, переформированного из 436-го стрелкового полка Красной Армии и дополненного пленными красноармейцами и офицерами, к середине сентября 1941 года (то есть спустя месяц после перехода линии фронта) составляла от 1600 до 1800 человек, в том числе 77 офицеров.
К августу 1942 года Кононов сформировал шесть эскадронов, которые в конце года были сведены в 600-й полк Донских казаков. 17 января 1943 года полк Кононова переименовывается в 600-й Донской казачий батальон. К этому времени его численность достигала 3000 человек.
В апреле 1943 года 600-й батальон был включён в состав создававшейся в то время 1-й Казачьей дивизии под командованием генерала Гельмута фон Паннвица,
24 сентября 1943 года дивизия была направлена в Югославию. На 4 ноября 1943 года личный состав 15-го казачьего кавалерийского корпуса насчитывал 18 тысяч 555 человек, в том числе 191 казачий офицер и 14315 казачьих унтер-офицеров и рядовых, а также 222 немецких офицера и 3827 немецких унтер-офицеров и рядовых.
В августе 1944 года все иностранные национальные формирования вермахта были переданы в ведение СС. В начале сентября 1944 года в ставке Гиммлера состоялось совещание с участием фон Паннвица и других командиров казачьих формирований, где было принято решение о развертывании 1-й казачьей кавалерийской дивизии фон Паннвица в корпус. Одновременно предполагалось провести среди оказавшихся на территории рейха казаков мобилизацию, для чего при Главном штабе СС был образован специальный орган — Резерв казачьих войск во главе с генерал-лейтенантом А. Г. Шкуро. Генерал П. Н. Краснов с марта 1944 года возглавил созданное под эгидой восточного министерства Главное управление казачьих войск. Шкуро и Краснов обратились к казакам с призывами подниматься на борьбу с большевизмом.
Приказом от 4 ноября 1944 года 1-я казачья дивизия была передана из вермахта в состав войск СС.
Полностью корпус развёрнут из 1-й казачьей кавалерийской дивизии СС 25 февраля 1945 года. Командиром корпуса остался Паннвиц.
1-я и 2-я бригады были переименованы в дивизии без изменения организационной структуры и численности. На базе 5-го Донского полка Кононова началось формирование Пластунской бригады в составе двух полков с перспективой её развертывания в 3-ю казачью дивизию. Конно-артиллерийские дивизионы в дивизиях переформировывались в полки.
Таким образом, численность корпуса достигла 25 000 человек, включая 3000—5000 немцев. Кроме этого, в конце войны вместе с 15-м казачьим корпусом действовали:
- Калмыцкий полк (до 5000 человек)
- Кавказский конный дивизион
- Украинский батальон СС
- Группа танкистов РОА

С учётом данных формирований под командованием группенфюрера и генерал-лейтенанта войск СС (с 1.02.1945) фон Паннвица находилось 30 — 35 тыс. человек.
20 апреля 1945 года 15-й казачий кавалерийский корпус включён в состав ВС КОНР. В составе войск СС корпус был около двух месяцев, а включая дивизионный период — около четырёх месяцев.
Согласно «Ведомости боевого состава РОА», составленной начальником оперативного отдела штаба РОА полковником Алданом (А. Г. Неряниным), в начале мая 1945 года 15-й Казачий кавалерийский корпус имел численность «более 40 тысяч человек» (с учётом семей и инвалидов).

## Состав корпуса
- 1-я казачья дивизия
  - 1-й Донской казачий полк
  - 2-й Сибирский казачий полк
  - 4-й Кубанский казачий полк
  - 1-й казачий артиллерийский полк
- 2-я казачья дивизия
  - 3-й Кубанский казачий полк
  - 5-й Донской казачий полк — командир, полковник А. М. Голубов[8], брат Н. М. Голубова[9]
  - 6-й Терский казачий полк
  - 2-й казачий артиллерийский полк
- Пластунская бригада (планировалось развернуть в 3-ю казачью дивизию)
  - 7-й пластунский полк
  - 8-й пластунский полк
  - Разведывательный батальон
- Батальон связи
- Отдельный разведывательный батальон
- Сапёрный батальон[10]

## Униформа и знаки различия
Подробнее об униформе, наградах и вооружении казачьих формирований в составе 15-го казачьего кавалерийского корпуса — см. в ст. 1-я казачья дивизия (Германия), поскольку все решения по введению тех или иных знаков различия принимались во время существования дивизии.
Чины штаба корпуса сохранили форму одежды и знаки различия, установленные для штаба 1-й казачьей дивизии. В особо торжественных случаях они носили тёмно-синие (или чёрные) черкески с красными погонами и красные бешметы.
Германский кадровый состав корпуса, так же как и ранее, носил обмундирование вермахта с жёлтым войсковым цветом кавалерии.

## Боевые действия
В марте 1945 года части 15-го казачьего корпуса участвовали в боях на Болманском плацдарме в ходе последней крупной наступательной операции вермахта, успешно действуя против болгарских войск на направлении населённого пункта Дони-Михоляц. Здесь, на плацдарме у Дони-Михоляца, для немецких войск сложилась к 14 марта тяжёлая ситуация. Чтобы оказать им поддержку, командование немецкого 91-го армейского корпуса ввело в ночь с 17 на 18 марта в бой на Болманском плацдарме 4-й Кубанский полк и 1-й артиллерийский дивизион из состава 1-й казачьей дивизии СС. Удар наносился вдоль Дравы в направлении Дони-Михоляца. Казакам удалось продвинуться вперёд, захватить село Торянци и выйти к венгерской границе. Однако этот успех развития не имел. 1-я и 4-я бригады 16-й дивизии НОАЮ совместно с одним полком 16-й болгарской дивизии и советским мотоциклетным полком 133-го стрелкового корпуса РККА контратаковали казаков ночью 18 марта и отбросили их на исходную позицию.

## Попытка реабилитации
Определением Военной коллегии Верховного суда Российской Федерации от 25 декабря 1997 года Краснов П. Н., Шкуро А. Г., Султан Клыч-Гирей, Краснов С. Н., Доманов Т. Н. и фон Паннвиц Г. В. признаны обоснованно осуждёнными и не подлежащими реабилитации. При этом ряд историков и исследователей (К. М. Александров, Г. В. Кокунько) полагали, что «казачьи атаманы и офицеры, а также рядовые казаки XV Казачьего кавалерийского корпуса, как и иных казачьих частей вермахта, не нуждаются в реабилитации — казаки после переворота 1917 года как могли воевали с ненавистным им большевистским режимом и вряд ли в своей массе раскаялись в этом в последующем. Поскольку Российская Федерация является правопреемницей СССР, реабилитация действительных врагов советской власти от имени этой власти — абсурд. Реабилитация таких лиц станет возможна только тогда, когда в Российской Федерации будет дана юридическая оценка всем тем преступлениям, которые совершили большевики, начиная с 7 ноября 1917 года».

### Отражение в художественной литературе
- Василь Быков. Сотников / Повести. Днепропетровск: Проминь, 1987.
- Александр Карасёв. Предатель. Рассказ // Урал. 2009. № 8.
- Герман С. Э. Обречённость. Роман. — М.: Вече, 2015. ISBN 978-5-4444-1753-9